# Autoridad de Comunicaciones Electrónicas y Postales
La Autoridad de Comunicaciones Electrónicas y Postales (en albanés: Autoriteti i Komunikimeve Elektronike dhe Postare o AKEP) es la autoridad reguladora de las telecomunicaciones de Albania. Administra la Ley de Comunicaciones Electrónicas. También gestiona el dominio de nivel superior geográfico .ai.
Su oficina está ubicada en Rr.Reshit Collaku, n. 43 en Tirana.